# 林薇
林薇（英語：Vivi Lin，臺語：Lim Bî，1998年5月10日-），臺灣宜蘭羅東人，倡議工作者，非營利組織小紅帽 With Red、小紅厝月經博物館 Period Museum 創辦人。
長期推動月經平權、性別平等議題，為首位獲得英國黛安娜人道主義獎（The Diana Award）、與英國黛安娜遺產獎（The Diana Legacy Award）的臺灣人。2020年當選第58屆十大傑出青年（性別兒童與人權關懷類），為該獎項最年輕獲獎人。2024 年被選入富比士30位30歲以下精英榜社會影響力類別。畢業於世界聯合學院荷蘭校區（United World College Maastricht），景美女中肄業，畢業於英國愛丁堡大學。2024年獲得全額獎學金，於英國牛津大學研修公共政策與公共政策研究雙碩士。

## 社會運動與倡議

### 月經平權
初經來潮時因發現身旁的人對月經避諱，從而踏上倡議之路，2019年於英國愛丁堡大學就讀時，因受到蘇格蘭月經平權社會運動啟發，後於大學宿舍內成立非營利組織小紅帽 With Red，開始於臺灣及全球倡議月經平權，推動消除月經貧窮與污名。2021年林薇與國立臺灣大學醫學系教授黃韻如合作，於臺大開設「月經：理論、思潮與行動」通識課，吸引了1500位學生搶修。2022年6月，於臺北市大同區改建透天厝老屋，創立全球唯一一間，以月經為主題的實體博物館「小紅厝月經博物館 Period Museum」。

### 人權議題
2016年，林薇成為第一位代表臺灣前往世界聯合學院荷蘭校區就讀學生。當時正逢歐洲難民危機，看見大量的難民滯留在三國交界處的馬斯垂克，林薇與其他學生、NGO共同創立倡議組織，幫助敘利亞與阿富汗難民。

### 臺灣國際倡議
2020年4月世界衛生組織WHO秘書長譚德塞公開點名臺灣對他人身攻擊時，當時在英國留學的林薇自行錄製了一段4分鐘的影片，發表中英雙語公開信，呼籲譚德塞「更正言論」，收回不實指控，向台灣道歉。 該影片於短短幾日內突破數百萬人次觀看，引發網路龐大迴響，時任總統蔡英文也留言回應，「謝謝妳在國家需要你的時候，為台灣發聲」。
2020年，林薇於英國愛丁堡大學唸書時，成立文化沙龍「藍鯨行動講學」，與各國人士以沙龍方式討論社會議題，後受邀前往蘇格蘭議會進行演講並分享沙龍成果；並因此促成由蘇格蘭民族黨議員Richard Lyle領銜，在議會中發起正式動議，表示要支持提高青年公共參與、與臺灣事務討論，並促進更多台灣和蘇格蘭青年的雙邊交流，其後動議更獲得通過。

## 外部連結
林薇的網站 （页面存档备份，存于）
林薇的Facebook專頁
林薇的Instagram帳戶 （页面存档备份，存于）
小紅帽 With Red 的 Facebook 專頁 （页面存档备份，存于）
小紅厝月經博物館 Period Museum 的 Instagram 帳戶 （页面存档备份，存于）